# Utricularia panamensis
Utricularia panamensis är en tätörtsväxtart som beskrevs av Steyermark och Peter Geoffrey Taylor. Utricularia panamensis ingår i släktet bläddror, och familjen tätörtsväxter. Inga underarter finns listade i Catalogue of Life.